# سرگردان (زیست‌شناسی)

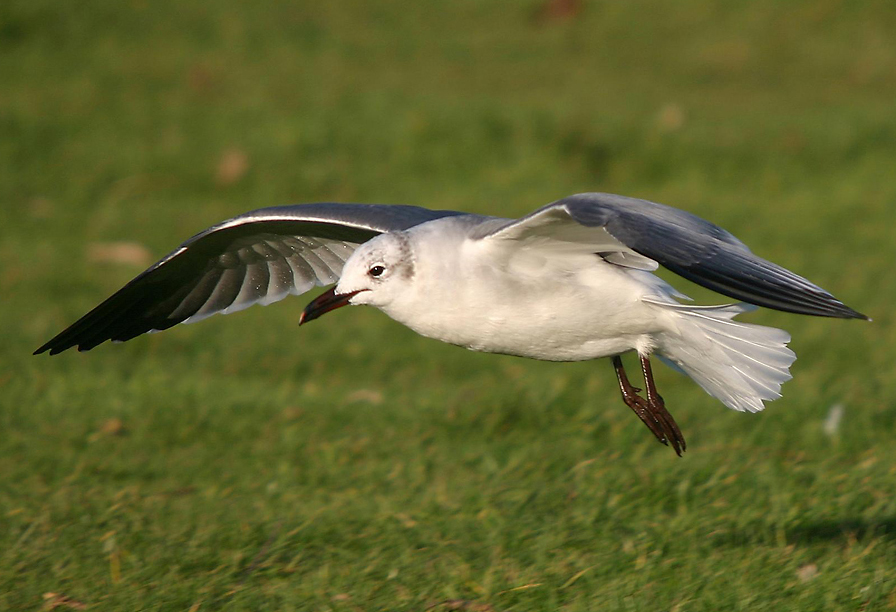
کاکایی خندان، گونه‌ای از قاره آمریکا است که در ولز عکس گرفته شده است.

سرگردان (به انگلیسی: Vagrance) یا سرگردانی (به انگلیسی: Vagrancy) پدیده‌ای در زیست‌شناسی است که به سبب آن یک جانور منفرد (معمولاً یک پرنده) خارج از محدوده پراکندگی طبیعی خود دیده می‌شود. به عنوان سرگردان معروفند. گاهی از اصطلاح تصادفی نیز استفاده می‌شود. تعدادی از عوامل ناشناخته وجود دارد که ممکن است باعث سرگردان شدن جانور شود، از جمله علل داخلی مانند خطاهای ناوبری (سرگردانی درون‌زا) و علل خارجی مانند آب‌وهوای سخت (سرگردانی برون‌زا). رویدادهای سرگردانی ممکن است سبب تشکیل و در نهایت گونه‌زایی شود.

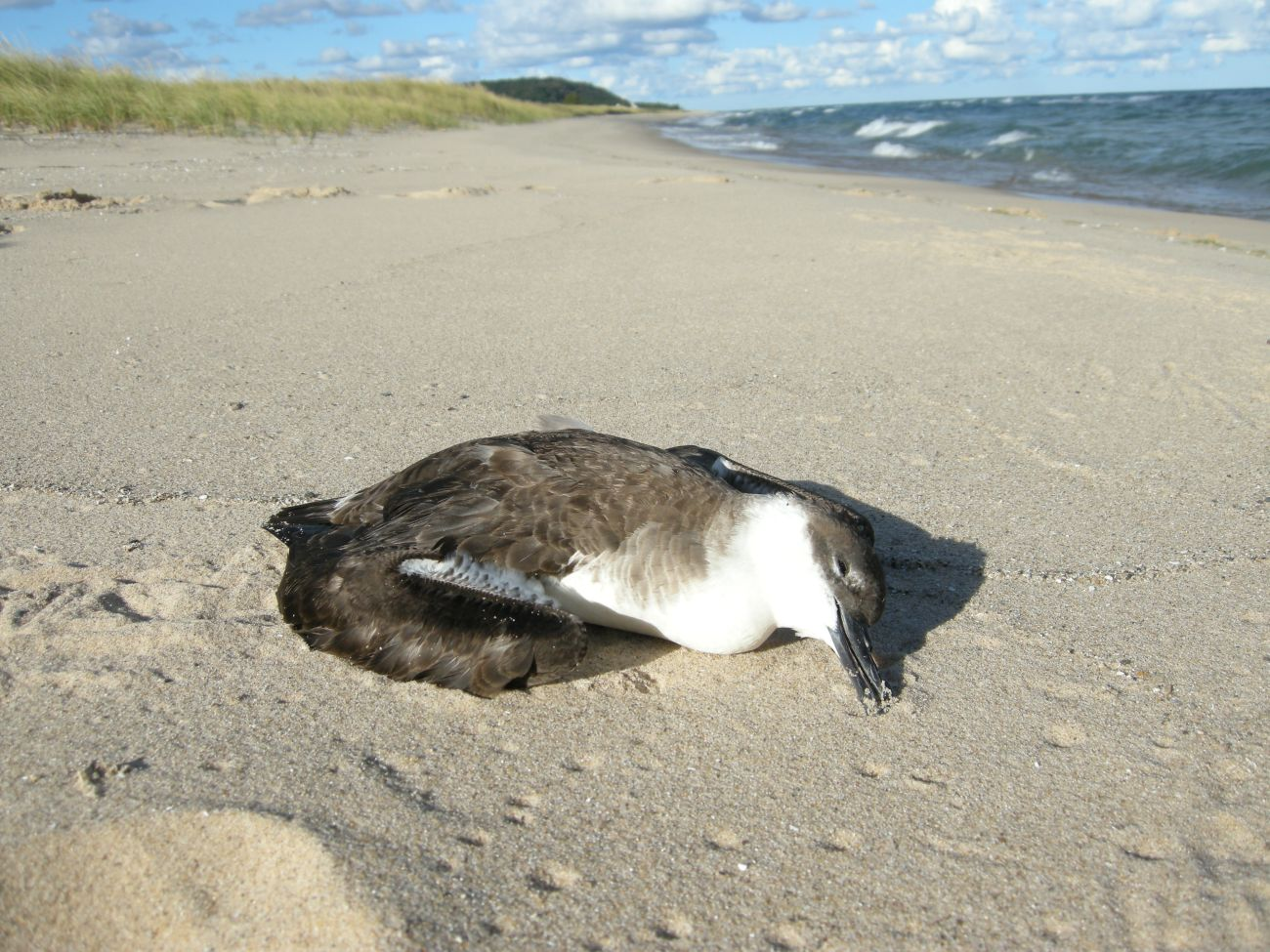
پرندگان سرگردان در زیستگاه‌های ناآشنا ممکن است به دلیل استرس یا کمبود غذا جان خود را از دست بدهند، همان‌طور که برای این کبوتردریایی بزرگ که در ساحل ملی دریاچه خرس در ساحل دریاچه میشیگان یافت شد رخ داد.

در نیم‌کره شمالی، پرندگان بالغ (احتمالاً بزرگسالان جوان بی‌تجربه) بسیاری از گونه‌ها شناخته شده‌اند که در طول مهاجرت بهاری خود به تولیدمثل خود ادامه می‌دهند و در نواحی شمالی‌تر قرار می‌گیرند (این گونه پرندگان را فوران بهاری می‌گویند).